# Oxylobus
Oxylobus, rod glavočika iz podtribusa Oxylobinae, dio tribusa Eupatorieae. Postoji 7 vrsta iz Meksika

## Opis
Oxylobus uključuje 7 vrsta iz Meksika i Gvatemale, a jedna se proteže u sjevernu Južnu Ameriku. Rod je sličan Ageratini (i može mu biti filogenetska unutarskupina), a razlikuje se po tome što ima papus s kratkim ljuskama, a ne čekinjama. Sličnosti s Ageratinom uključuju omotač, koji nije ili je samo malo preklapajuć, oblik vjenčića, koji ima dugu usku bazalnu cijev i prošireni zvonasti krak, te 5 rebrastih fusiformnih cipsela. Osnovni broj kromosoma Oxylobusa je x=16, različit, ali vjerojatno izveden iz x=17 koji se nalazi u Ageratina.

## Vrste
1. Oxylobus adscendens (Sch.Bip. ex Hemsl.) B.L.Rob. & Greenm.
2. Oxylobus arbutifolius (Kunth) A.Gray
3. Oxylobus coyulensis Redonda-Mart. & E.Martínez
4. Oxylobus glandulifer (Sch.Bip. ex Hemsl.) A.Gray ex Klatt
5. Oxylobus juarezensis Rzed. & Calderón
6. Oxylobus oaxacanus S.F.Blake
7. Oxylobus preecei B.L.Turner

## Sinonimi
Nema.